# ولاية سوسة
ولاية سوسة هي إحدى ولايات الجمهورية التونسية الأربع والعشرون وكانت تسمى في السابق حضرموت تقع في منطقة الساحل التونسي. يقع مقر الولاية في مدينة سوسة. وتبعد ولاية سوسة على العاصمة 140 كم. تمتد الولاية على مساحة 2.669 كم2, ويقطنها 674.971 ساكن حسب الإحصائيات الرسمية لسنة  2014.

## الجغرافيا
تقع ولاية سوسة في منطقة الساحل التونسي، على مساحة 2.669 كم 2  ويحدها من الشمال نابل و زغوان ومن الجنوب المنستير والمهدية ومن الشرق البحر الأبيض المتوسط ومن الغرب القيروان.

## المناخ
وتترواح درجات الحرارة ما بين 12 - 18 درجة مئوية شتاء، ومن 19 - 38 درجة مئوية صيفا.

## التقسيم الإداري
تنقسم الولاية إلى المعتمديات التالية: مساكن (93487 ساكن) وسوسة الرياض (61079 ساكن) وسوسة جوهرة (81062 ساكن) والقلعة الكبرى (55425 ساكن) و النفيضة (47117 ساكن) وسوسة سيدي عبد الحميد (57157 ساكن) وسوسة المدينة (29046 ساكن) وحمام سوسة (41167 ساكن) والقلعة الصغرى (33933 ساكن) وأكودة (30023 ساكن) وشط مريم وبوفيشة (26263 ساكن) وسيدي بوعلي (19289 ساكن) وسيدي الهاني (12119 ساكن) وكندار (12670 ساكن) وهرقلة (8579 ساكن) و الزاوية القصيبة الثريّات (25397 ساكن) .

## النشاط الاقتصادي
تعتمد ولاية سوسة على الصناعة كنشاط اقتصادي أساسي، ويوجد فيها ثماني مناطق صناعية تغطي مساحة 226 هكتار، وهي:
- سوسة سيدي عبد الحميد الأولى: 49 هكتار.
- سوسة سيدي عبد الحميد الثانية: 48 هكتار.
- النفيضة الأولى: 38 هكتار.
- النفيضة الثانية: 37 هكتار.
- القلعة الكبيرة الأولى: 7 هكتار.
- القلعة الكبيرة الثانية: 15 هكتار.
- بوفيشة: 18 هكتار.
- كندار: 14 هكتار.
- سيدي هاني (منطقة صناعية تحت الإنشاء): 30 هكتار.

وتنتج ولاية سوسة العديد من السلع الغذائية من أهمها:
- الأسماك: 4 500
- اللحوم : 6 045
- الدواجن : 6 840
- الحليب : 18 500
- زيت الزيتون : 60 000
- الأسمدة : 13 720
- الخضروات: 54 150
- الحبوب : 230 000

## الطرقات
يمر على ولاية سوسة طريق السيارة الرئيسي الممتد من قابس إلى تونس وهي مدينة كثيرة الطرقات والحركية.

## مقر الولاية وأهم معتمدية
يقع مقر الولاية في سوسة المدينة على الواجهة الغربية وسوسة المدينة معتمدية تهتم بالاقتصاد داخل الولاية وتهتم بالفلاحة والصناعة في بقية أقطار المنطقة ونجد بها كثير من المجمعات السكنية والمقرات ويقع مقر المعتمدية في شارع محمد القروي. وأهم معتمديات الولاية هي مساكن والقلعة الكبرى والنفيضة.

## التعليم
تهتم كل الولاية بالتعليم وتتوفر الكثير من المؤسسات التعليمية التابعة لجامعة سوسة أهمها المعهد النموذجي بسوسة والمدرسة الاعدادية النموذجية بسوسة المدينة إضافة إلى مجموعة هامة من الجامعات والكليات ومقرات التكوين المهني.

## الرياضة
ينشط في ولاية سوسة العديد من الأندية الرياضية أبرزها نادي النجم الرياضي الساحلي. الذي ينشط في الرابطة التونسية المحترفة الأولى لكرة القدم ومثّل تونس في العديد من المحافل الدولية. وينشط النادي في الملعب الأولمبي بسوسة الذي يتسع لخمس وعشرين ألف متفرج.

## توأمة
- تياس ( السنغال) 1965
- لوبليانا ( سلوفينيا) 1967
- بودبرادي ( جمهورية التشيك) 1969
- بولونيو بيونكور ( فرنسا) 1977
- براونشفايغ ( ألمانيا) 1980
- مراكش ( المغرب) 1982
- قسنطينة ( الجزائر) 1984
- أطار ( موريتانيا) 1989
- ميامي ( الولايات المتحدة) 1994
- صلالة ( عُمان) 1994
- اللاذقية ( سوريا) 1995
- إزمير ( تركيا) 2006
- وايهاي ( الصين) 2007
- مقاطعة لياج ( بلجيكا)
- فينيتو ( إيطاليا)
- توسكانا ( إيطاليا)
- بوليا ( إيطاليا)
- إقليم الألب البحرية ( فرنسا)
- سانت بطرسبرغ ( روسيا)